# Akam (lutador)
Sunny Dhinsa (Abbotsford, 20 de maio de 1993) é um lutador profissional canadense e ex-lutador amador. Ele é mais conhecido por seu tempo na WWE, onde atuou sob o nome de ringue Akam.
Depois de assinar com a WWE em 2014, ele se juntou a Rezar como parte do The Authors of Pain, com quem conquistou o Campeonato de Duplas do NXT e o Campeonato de Duplas do Raw da WWE uma vez. Eles também venceram o torneio Dusty Rhodes Tag Team Classic de 2016.

## Início de vida
Sunny Dhinsa nasceu em 20 de maio de 1993, em Abbotsford, British Columbia.

## Carreira na luta amadora
Dhinsa frequentou a Universidade Simon Fraser, onde foi um lutador universitário de destaque. Ele ganhou o campeão nacional canadense de luta livre em 2011, 2012 e 2013 na categoria peso pesado. Ele ganhou a medalha de ouro na categoria até 115 kg nos Jogos Olímpicos de Verão do Canadá em 2009 e a medalha de prata nos Jogos Pan-Americanos de 2011 em Guadalajara. Dhinsa competiu no torneio de qualificação para os Jogos Olímpicos de Verão de 2012, perdendo a qualificação depois de perder para Dremiel Byers. Ele foi considerado uma perspectiva para os Jogos Olímpicos de Verão de 2016, mas deixou o wrestling amador após receber uma oferta de contrato com a WWE em 2014, tendo sido procurado pela empresa por Gerald Brisco.

## Carreira na luta livre profissional

### WWE (2014–2020)

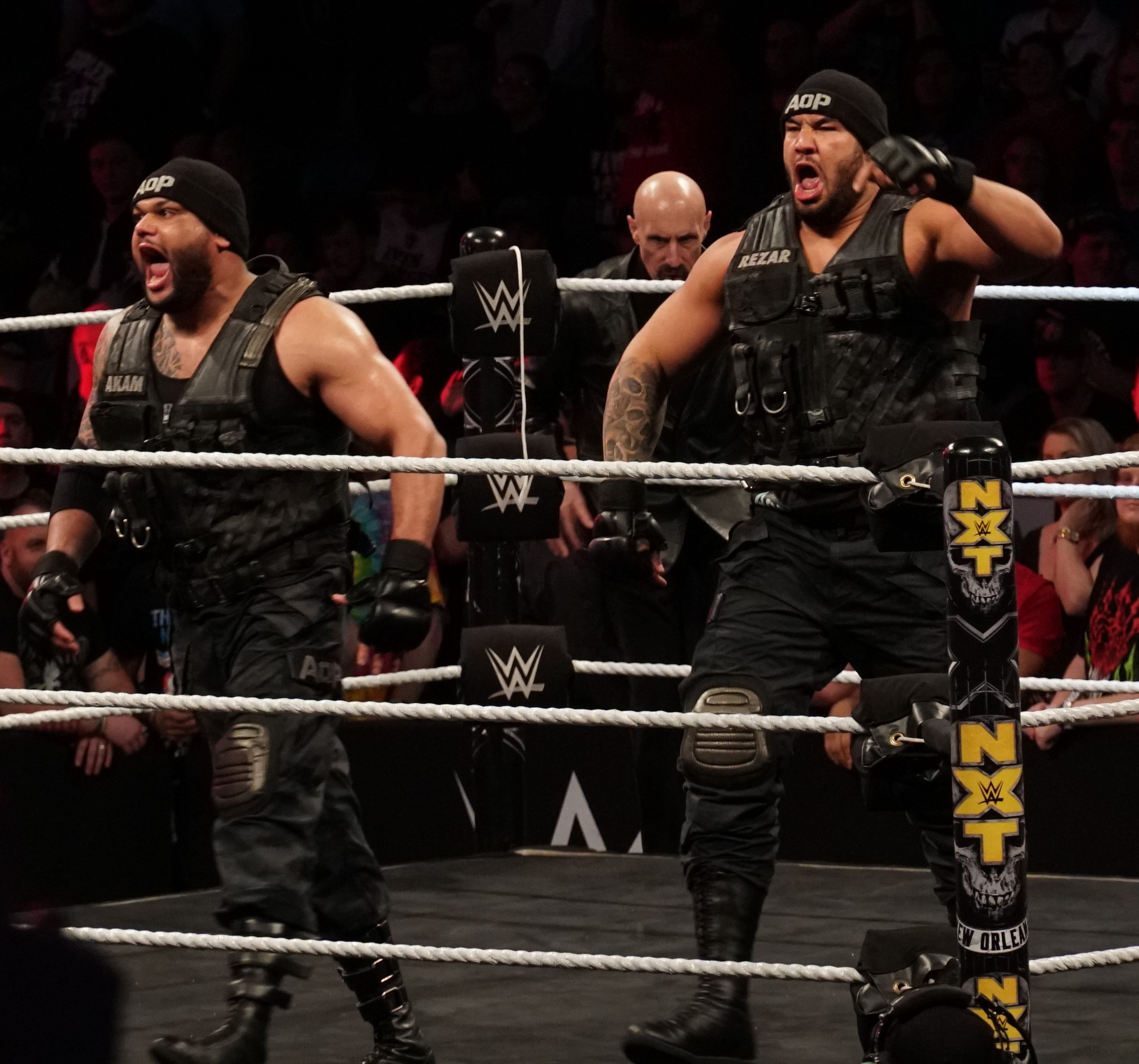
Akam (esquerda) e Rezar (direita) com Paul Ellering (atrás, do lado de fora do ringue) em abril de 2018.

Em outubro de 2014, foi relatado que Dhinsa assinou um contrato com a WWE e começaria a treinar para se tornar um lutador profissional no WWE Performance Center. Ele fez sua estreia no ringue em um house show do NXT em Orlando, Flórida, em 4 de abril de 2015, competindo em uma Battle Royal, que foi vencida por Scott Dawson. Em fevereiro de 2016, Dhinsa formou uma dupla com Gzim Selmani e eles se tornaram conhecidos como Authors of Pain em abril de 2016.
Dhinsa e Selmani (anunciados como Akam e Rezar) fizeram sua estreia na televisão no NXT em 8 de junho de 2016, no NXT TakeOver: The End; após a luta pelo Campeonato de Duplas do NXT, eles atacaram os ex-campeões American Alpha (Chad Gable e Jason Jordan) antes de ser acompanhado no palco pelo veterano empresário Paul Ellering. A dupla deu um empurrão durante sua passagem pelo NXT, vencendo o Dusty Rhodes Tag Team Classic, depois de derrotar TM-61 no NXT TakeOver: Toronto e vencer no NXT TakeOver: San Antonio o Campeonato de Duplas do NXT ao derrotar #DIY. A dupla manteve os títulos no NXT TakeOver: Orlando (ao derrotar #DIY e The Revival em uma luta de eliminação triple threat de duplas eliminando ambas as equipes) e NXT TakeOver: Chicago (ao derrotar #DIY) em uma luta de escadas para reter os títulos. A dupla virou herói na edição de 9 de agosto do NXT após ser atacada por SAnitY. No NXT TakeOver: Brooklyn III, os Authors of Pain perderam os títulos para SAnitY no NXT TakeOver: WarGames, Authors of Pain e Roderick Strong competiram em uma partida de WarGames de 3 equipes que foi vencida por The Undisputed Era. No NXT TakeOver: Philadelphia, Authors of Pain conseguiu uma revanche, mas não conseguiu reconquistar os títulos. No NXT TakeOver: New Orleans, Authors of Pain competiu em uma luta triple threat de duplas pelo Campeonato de Duplas do NXT e pelo troféu Dusty Rhodes Tag Team Classic que foi vencido por The Undisputed Era (Adam Cole e Kyle O'Reilly).
No episódio de 9 de abril do Raw, The Authors of Pain, junto com Ellering, fizeram sua estreia no elenco principal, derrotando Heath Slater e Rhyno. Após a luta, Akam e Rezar encerraram a parceria com Ellering empurrando-o e deixando-o ao lado do ringue quando voltaram aos bastidores. No episódio de 3 de setembro do Raw, The Authors of Pain, agora sob o nome abreviado de "AOP", foram acompanhados ao ringue pelo Gerente Geral do 205 Live, Drake Maverick, que se anunciou como seu novo empresário.
No episódio de 5 de novembro do Raw, The Authors of Pain derrotou Seth Rollins em uma luta handicap para ganhar o Campeonato de Duplas do Raw pela primeira vez. Eles derrotaram os Campeões de Duplas do SmackDown, Cesaro e Sheamus, em uma partida interbrand Campeão vs Campeão no Survivor Series. Eles perderam os títulos para Bobby Roode e Chad Gable no episódio de 10 de dezembro do Raw. Em janeiro de 2019, Akam sofreu uma lesão não revelada na perna que supostamente o manteria afastado por "pelo menos alguns meses". Ele seria liberado para retornar à ação em maio, porém a equipe ainda não voltou à ação. Ele e Rezar voltaram à ação no Super ShowDown em 7 de junho de 2019.
Em setembro de 2019, a AOP começou a aparecer em vinhetas alertando sobre seu retorno. Durante o Draft da WWE 2019 em outubro, AOP não foi draftado, tornando-se agente livre e podendo escolher com qual marca assinar. Três dias após a conclusão do draft, a AOP assinou com o Raw, permanecendo na marca. Então, eles começaram a se aliar a Seth Rollins depois de ajudarem a derrotar Kevin Owens no Raw após o Survivor Series. Em março de 2020, foi noticiado que Rezar sofreu uma lesão no bíceps, colocando a equipe em um hiato. Akam foi visto pela última vez na WWE na gravação do Main Event de 1º de abril, onde acompanhou Murphy ao ringue para uma luta. Em 4 de setembro de 2020, a AOP foi dispensada de seus contratos com a WWE.

### Circuito independente (2020–2022)
Em maio de 2022, Sunny Dhinsa e Gzim Selmani, agora conhecidos como Legion of Pain, anunciaram o lançamento de sua promoção de luta profissional, Wrestling Entertainment Series (WES).

### Retorno à WWE (2023–2025)
De acordo com um relatório de Sean Ross Sapp da Fightful em 30 de agosto de 2023, os Authors of Pain assinaram novamente com a WWE em 2022 antes do retorno de Vince McMahon como presidente em janeiro de 2023 e eles estavam na lista de viagens internas a partir de Maio de 2023.
Durante o episódio de 22 de dezembro de 2023 do SmackDown, Akam e Rezar foram mostrados em uma vinheta por Karrion Kross para se juntar a ele e devem retornar nas próximas semanas. No SmackDown: New Year's Revolution, Akam, ao lado de Rezar e Paul Ellering, retornaram à televisão e ajudaram Karrion Kross e Scarlett a atacar Bobby Lashley e os Street Profits (Angelo Dawkins e Montez Ford), confirmando sua aliança no processo. AOP retornou aos ringues na edição de 16 de fevereiro do SmackDown, onde enfrentou os talentos do NXT Beau Morris e Javier Bernal em uma partida de squash. Na Noite 2 da WrestleMania XL, o estábulo perdeu para o The Pride em uma Philadelphia Street Fight. No episódio seguinte do NXT, The Final Testament fez seu retorno ao NXT com AOP atacando Axiom e Nathan Frazer, que acabaram de ganhar o Campeonato de Duplas do NXT de Baron Corbin e Bron Breakker.
Durante a Noite 2 do Draft da WWE, que ocorreu em 29 de abril de 2024, Akam foi convocado para o WWE Raw, com o resto do The Final Testament. Na semana 2 do Spring Breakin', Akam e Rezar não tiveram sucesso em vencer os Campeões de Duplas do NXT de Axiom e Nathan Frazer após interferência de New Catch Republic. Os dois membros do Authors of Pain e seu manager Paul Ellering foram liberados de seus contratos em 7 de fevereiro de 2025.

## Outras mídias
Akam fez sua estreia nos videogames como personagem jogável no WWE 2K18 e desde então apareceu no WWE SuperCard, WWE Champions, WWE 2K19, WWE 2K20, WWE 2K Battlegrounds e WWE 2K25.

## Títulos e prêmios
- Pro Wrestling Illustrated
  - PWI o colocou na #204ª posição dos 500 melhores lutadores individuais no PWI 500 em 2018[30]
- WWE
  - Campeonato de Duplas do Raw da WWE (1 vez) – com Rezar[31]
  - Campeonato de Duplas do NXT (1 vez) – com Rezar[32]
  - Dusty Rhodes Tag Team Classic (2016) – com Rezar[33]